# هنا فون هورنر
هنا فون هورنر (بالألمانية: Hanna von Hoerner)‏ (14 نوفمبر 1942 – 4 يوليو 2014) عالمة فيزياء فلكية ألمانية. أسّست شركة فون هورنر وسولجر التي تنتج الأجهزة العلمية، وأهمها أجهزة تحليل الغبار التي تستخدمها كل من وكالة الفضاء الأوروبية ووكالة ناسا في البعثات الفضائية. 

## سيرتها الذاتية
ولدت هنا فون هورنر في جورليتس في عام 1942. والدها عالم الفيزياء الفلكي سيباستيان فون هورنر.[2] بفضل تشجيعه، صممت دارة كهربائية في سن الثالثة، وأصلحت أجهزة الراديو في سن السادسة، وبنت راسم اهتزاز مهبطي في سن الرابعة عشرة. في أوائل عقد 1960، بعد إنهاء امتحان الثانوية العامة، انتقلت مع عائلتها إلى الولايات المتحدة وعملت بمنصب باحث مساعد في المرصد الفلكي الراديوي الوطني حيث كان يعمل والدها أيضًا.
في عام 1965، عادت فون هورنر إلى ألمانيا لدراسة الفيزياء التجريبية في جامعة هايدلبرغ. نالت درجة البكالوريوس في عام 1971 ودرجة الدكتوراه في عام 1974. في عام 1971، أسّست شركة فون هورنر وسولجر التي أقيمت في شفتسينغن وتنتج الأجهزة العلمية المستخدمة في الفضاء والطب. أصبحت فون هورنر مشهورة في صناعة الفضاء في الفترة 1979–1980 عندما كُلّفت شركتها من قبل معهد ماكس بلانك لبحوث النظام الشمسي بمهمة تصميم كاشف الغبار الكوني ليُستخدم في بعثات برنامج فيغا إلى كوكب الزهرة. تلقت الشركة فيما بعد مهمات من وكالة الفضاء الأوروبية ووكالة ناسا.
أضخم مشاريع فون هورن كان تصميمها المعروف باسم كوزيما COSIMA ، (اختصار من محلل كتلة الأيونات الثانوية للمذنبات Cometary Secondary Ion Mass Analyser)، وهي أداة على متن المركبة الفضائية روزيتا التي تحلل تشكّل جزيئات الغبار باستخدام مطياف كتلة الأيونات الثانوية. فيما سبق عملت شركة فون هورنر وسولجر على تصميم سيدا CIDA، (اختصار من محلل غبار ما بين النجوم والمذنبات Cometary and Interstellar Dust Analyzer)، وهي أداة لتحليل الغبار وتوجد على متن المركبة الفضائية ستارداست التابعة لناسا التي أطلقتها في عام 1999.
نالت فون هورنر وسام الاستحقاق من بادن-فورتنبرغ في عام 2009 ووسام استحقاق جمهورية ألمانيا الاتحادية من الدرجة الأولى في عام 2013 لمساهماتها في علم الفضاء في ألمانيا. توفيت فون هورنر في أوفرتشيم في 4 يوليو 2014، وهي تبلغ من العمر 71 عامًا. 